# La Feuillade
La Feuillade település Franciaországban, Dordogne megyében. Lakosainak száma 797 fő (2022. január 1.). La Feuillade Saint-Pantaléon-de-Larche, Larche, Les Coteaux Périgourdins és Pazayac községekkel határos.

## Népesség
A település népességének változása:
| Lakosok száma | 328  | 519  | 568  | 727  | 742  | 734  | 732  | 770  | 789  | 797  |
|               | 1968 | 1982 | 1990 | 2006 | 2013 | 2015 | 2017 | 2019 | 2020 | 2022 |